# Тудур-билгэ
Тудур-билгэ  (монг. Туудур-билгэ, «мудрый Тудур»; ? — не позднее 1165) — правитель меркитов.   
Сведения о Тудур-билгэ, в отличие от его потомков, сыгравших заметную роль в становлении Монгольской империи, весьма скудны. Из основных средневековых источников его имя встречается лишь в «Сборнике летописей» Рашид ад-Дина. Согласно одному из рассказов, однажды к Тудур-билгэ с предложением о союзе пришли послы монгольского нойона Хадаан-тайши; однако Тудур, ни дав ни согласия, ни отказа, прямо на аудиенции принялся затачивать нож. Удивлённые послы спросили Тудура, как следует понимать его поступок, и вождь сказал:

«Нож я оттачиваю для того, чтобы им вырезать тот единственный глаз, [который остался у] Кадан-анды!»— «Сборник летописей», разд. II, ч. I
Узнав об ответе Тудур-билгэ, Хадаан-тайши пришёл в ярость, объявив о начале войны; первое сражение состоялось уже несколько дней спустя. Меркиты были разгромлены. Сын и наследник Тудур-билгэ Тохтоа, получив жестокие раны, бежал вместе с остатками войска; сам же меркитский вождь попал в плен, Припомнив Тудур-билгэ его намерения, Хадаан-тайши собственноручно ослепил врага, а затем казнил.
Желая отомстить за смерть отца, Тохтоа через некоторое время напал на Хадаана, но снова потерпел поражение и был вынужден скрыться. Война монголов и меркитов продолжалась ещё несколько десятилетий, пока Тохтоа и его сыновья не погибли, а племя меркитов не было покорено монгольским вождём и дальним родственником Хадаан-тайши Тэмуджином — будущим Чингисханом.

## Семья
- Сыновья: Тохтоа-беки (ум. 1205/1208),  Эке-Чиледу, Чильгир-Боко.
- Внуки: Хуту (ум.1217) и Тогус-беки (ум.1218).
- Правнучка: Дорегене, дочь Хуту-беки (ум.1217). Регент-ханша Монгольской империи (1241—1246). Жена Угэдей-хана (1229—1241).

## В культуре
Тудур-билгэ и его смерть упоминаются в историческом романе И. К. Калашникова «Жестокий век» (1978). В отличие от рассказа из «Сборника летописей», здесь вождя меркитов побеждает не Хадаан-тайши, а отец Чингисхана Есугей-багатур.